# .ec
.ec is het topleveldomein van Ecuador. Het werd geïntroduceerd in 1991.

## Gebruik
- .EC - Algemeen gebruik
- .COM.EC - Commercieel gebruik
- .INFO.EC - Algemene informatie
- .NET.EC - Providers van internetdiensten
- .FIN.EC - Financiële instituten en diensten
- .MED.EC - Medische en gezondheidsgerelateerde instanties
- .PRO.EC - Professionals zoals advocaten, architecten en accountants
- .ORG.EC - Non-profitorganisaties en -instanties
- .EDU.EC - Educatieve instanties
- .GOB.EC - Regering van Ecuador (sinds juli 2010)
- .GOV.EC - Regering van Ecuador (wordt vervangen door GOB.EC )
- .MIL.EC - Ecuadoraans leger